# Trichoderma citrinoviride
Trichodérma citrinovíride (лат.) — вид грибов-аскомицетов, относящийся к роду триходерма (Trichoderma) семейства гипокрейные (Hypocreaceae). Ранее это название использовалось только для обозначения анаморфной стадии гриба, а телеоморфа именовалась Hypócrea schweinítzii или Hypocrea contórta (гипо́крея покру́ченная).

## Описание
На картофельно-декстрозном агаре колонии при 25 °C на 3-и сутки 5,5—6 см в диаметре, с обильным воздушным мицелием, с жёлтыми до зеленоватых, сконцентрированных в центральной части, подушечками спороношения. Выделяется обильный жёлтый пигмент. Запах, если имеется, слабый, плесневый.
Колонии на агаре с 2 % солодовым экстрактом на 4-е сутки 4,5—7,5 см в диаметре. Реверс желтовато-зелёный. Конидиальное спороношение сконцентрировано в концентрических кругах или по краю колоний, ярко-зелёное до жёлто-зелёного.
Конидиеносцы древовидно разветвлённые, с извилистыми веточками, парные веточки часто несколько смещены друг относительно друга. Фиалиды от одиночных до мутовчато сближенных по 3—4, 3,5—8 × 2—3 мкм, фляговидные, прямые до слабо загнутых. Конидии бледно-зелёные, продолговатые или эллипсоидальные, 2,7—3,7 × 1,8—2,5 мкм, гладкостенные.
Телеоморфа образует подушковидные или линзовидные, затем дисковидные, стромы, окрашенные в черновато-зелёные или тёмно-серые тона, 1—10 мм в диаметре, иногда срастающиеся, с чёрными отверстиями перитециев. Аскоспоры бородавчатые, двуклеточные, быстро распадающиеся на, как правило, равные клетки.

## Экология и значение
Преимущественно почвенный гриб, наиболее распространённый в умеренных регионах, но выделяется и из тропиков и из Антарктиды. Телеоморфа встречается в умеренном и субтропическом регионах Северного полушария, обнаруживается на коре и древесине лиственных и хвойных пород.

## Таксономия
Trichoderma citrinoviride Bissett, Can. J. Bot. 62: 926 (1984), protected name.